# Antrophyum subfalcatum
Antrophyum subfalcatum là một loài dương xỉ trong họ Pteridaceae. Loài này được Brack. mô tả khoa học đầu tiên năm 1854.